# Lijst van surinamisten
Hieronder volgt een lijst van surinamisten – beoefenaren van de surinamistiek – en hun specialisme.

## A
- Richard Abbenhuis (geschiedenis, folklore)
- Cynthia Abrahams (letterkunde)
- Jnan Hansdev Adhin (recht, Hindoestaanse culturen)
- Terry Agerkop (musicologie)
- Willem Ahlbrinck (folklore, culturele antropologie, inheemsen)
- Nardo Aluman (culturele antropologie, inheemsen)
- Jacques Arends (taalkunde, creooltalen)
- Assid (geschiedenis)

## B
- Peter van Baarle (taalkunde, Arowakken)
- Leo Balai (slavernij)
- Krish Bajnath (letterkunde, Sarnami)
- Freek Bakker (theologie, hindoestaanse religies)
- Rabin Baldewsingh (hindostaanse cultuur, Sarnámi)
- Ruud Beeldsnijder (geschiedenis, slavernij)
- Chris de Beet (culturele antropologie, marronvolkeren)
- Herman Benjamins (geschiedenis, onderwijs, folklore)
- Surj Biere (taalkunde, Hindoestanen)
- Renata de Bies (taalkunde, Surinaams-Nederlands)
- Aspha Bijnaar (sociologie, 20e eeuw)
- Kenneth Bilby (culturele antropologie, marronvolkeren)
- Chandra van Binnendijk (kunstgeschiedenis, 20e eeuw)
- Piet Bolwerk (archeoloog, museumdeskundige, museumdirecteur)
- Arnoldus H.A.H.M. Borret (teken- en schilderkunst)
- Kenneth Boumann (bibliofilie)
- Karin Boven (culturele antropologie, inheemsen)
- Hans Breeveld (geschiedenis, 20e eeuw)
- Aart Broek (letterkunde)
- Ad de Bruijne (geografie)
- Hillary de Bruin (musicologie)
- Hans Buddingh’ (geschiedenis)
- Fred Budike (demografie)
- Willem Buschkens (niet-westerse sociologie, Creolen)
- Otmar Buyne (medicijnen, Creolen)

## C
- Herman van Cappelle (culturele antropologie, folklore)
- Eithne Carlin (taalkunde, inheemse culturen)
- Eddy Charry (taalkunde, Sranan)
- Chan Choenni (sociologie, Hindoestanen 20e eeuw)
- Cornelius van Coll (etnologie, linguistiek 19e eeuw)
- Theod. A.C. Comvalius (folkore, muziek, Creolen)

## D
- Theo Damsteegt (taal- en letterkunde hindoestaanse talen)
- F.E.R. Derveld (politicologie)
- Edward Dew (geschiedenis, moderne politiek)
- Henk Dijs (genealogie)
- Thea Doelwijt (literatuur; Creoolse cultuur)
- Antoon Donicie (folklore, Creolen)
- Jan van Donselaar (biologie, taalkunde, Surinaams-Nederlands)
- Kees van Doorne (bibliografie)
- Frank Dragtenstein (geschiedenis, slavernij)
- Kees Dubelaar (folkore, petrogliefen)

## E
- Hein Eersel (taalkunde, Sranan)
- Jerry Egger (geschiedenis, 20e eeuw)
- J.F.E. Einaar (geschiedenis, 19de eeuw)
- Piet Emmer (geschiedenis, slavernij)
- Hugo Enser (geschiedenis)
- Hugo Essed (geschiedenis, slavernij)
- Eva Essed-Fruin (taalkunde)

## F
- Deryck Ferrier (sociologie, 20e eeuw)
- David Findlay (culturele antropologie, Inheemsen)
- Hendrik Charles Focke (taalkunde, muziek, Creolen)

## G
- Dirk Cornelis Geijskes (culturele antropologie, Inheemsen)
- Lila Gobardhan-Rambocus (taalkunde, onderwijsgeschiedenis)
- Claudius Henricus de Goeje (culturele antropologie)
- Patricia Gomes (geschiedenis, slavernij)
- Justus Wilhelm Gonggrijp (culturele antropologie, Creolen)
- Sylvia Gooswit (culturele antropologie, Javanen)
- Ruben Gowricharn (sociologie, 20e-21e eeuw)
- A. de Groot (geschiedenis)
- Silvia de Groot (geschiedenis, marronculturen, sociologie, antropologie)
- Trudi Guda (culturele antropologie, Creolen)

## H
- Carl Haarnack (geschiedenis)
- Julius J. Halfhide (economie, landbouw)
- Jan Jacob Hartsinck (geschiedenis)
- Maurits Hassankhan (geschiedenis, Hindoestanen)
- François Haverschmidt (biologie, vogels)
- Frances Herskovits (culturele antropologie, Creolen)
- Melville Herskovits (culturele antropologie, Creolen)
- Eddy van der Hilst (taalkunde; Sranan)
- Sandew Hira, pseudoniem van Dew Baboeram (economie, geschiedenis)
- Rosemarijn Hoefte (geschiedenis Aziatische bevolkingsgroepen)
- Guno Hoen (geschiedenis, sport)
- Berend Hoff (taalkunde, Inheemsen)
- Wim Hoogbergen (culturele antropologie, geschiedenis marronvolkeren, Boni-oorlogen)
- Okke ten Hove (geschiedenis, slavernij)
- George Huttar (taalkunde, creooltalen)

## J
- Franklin Jabini (theologie, kerkgeschiedenis)
- John Jansen van Galen (geschiedenis 20e eeuw)
- Fabiola Jara (culturele antropologie, kosmologie, inheemsen)
- Johan Frits Jones (theologie)

## K
- Michiel van Kempen (letterkunde)
- John Kent (theologie, pastoraat)
- Robert Janki Kiban (culturele antropologie, inheemsen)
- Cornelis Johannes Maria de Klerk (culturele antropologie, geschiedenis, Hindoestanen)
- Ellen Klinkers (geschiedenis, slavernij)
- Peter Kloos (culturele antropologie, inheemsen)
- Andreas (André) Johannes Franciscus Köbben (culturele antropologie, Ndyuka)
- Geert Koefoed (taalkunde, creooltalen)
- Julius Gustaaf Arnout Koenders (taalkunde, geschiedenis, folklore, Creolen)

## L
- Evert van Laar (historische documentatie)
- Armando Lampe (theologie, geschiedenis)
- Carlo Lamur (geschiedenis, 20e eeuw)
- Humphrey Lamur (demografie, slavernij)
- John Leefmans (muziek)
- Lou Lichtveld (taalkunde, geschiedenis)
- Ursy Lichtveld (Afro-Surinaamse culturen)
- Rudolf van Lier (niet-westerse sociologie, geschiedenis)
- J.M. van der Linde (geschiedenis, slavernij, theologie)
- André Loor (geschiedenis)

## M
- Cynthia McLeod (geschiedenis, slavernij)
- Edmundo Magaña (culturele antropologie, kosmologie, Inheemsen)
- Frans Malajuwara (culturele antropologie, Inheemsen)
- William Man A Hing (recht, genealogie, geschiedenis, Chinezen)
- Motilal Marhé (taalkunde, Sarnami)
- Edwin Marshall (politieke geschiedenis 20e eeuw)
- Peter Meel (moderne politieke geschiedenis)
- Jaap Meijer (geschiedenis)
- Henk Menke (medische geschiedenis)
- Jack Menke (sociologie, politicologie, 20e eeuw)
- W.R. Menkman (geschiedenis)
- Baijah Mhango (sociologie, economische geschiedenis 20e eeuw)
- Frits Eduard Mangal Mitrasing (recht, politieke geschiedenis 20e eeuw)
- Narinder Mohkamsing (Indoloog; Hindostaanse talen, muziek, cultuur, religie, diaspora)
- Els Moor (letterkunde, literatuurdidactiek)
- Noeki André Mosis (marroncultuur)

## N
- G.A. Nagelkerke (bibliografie)
- David Nassy (geschiedenis)
- Ellen Neslo (geschiedenis)
- Hilde Neus (geschiedenis)
- Mies van Niekerk (sociologie, 20e eeuw)
- Mavis Noordwijk (musicologie)

## O
- Benny Ooft (politieke geschiedenis)
- Coen Ooft (recht)
- Gert Oostindie (geschiedenis)
- J.W.C. Ort (geschiedenis, slavernij)
- Frederik Oudschans Dentz (geschiedenis, folklore)

## P
- Bert Paasman (letterkunde, 18de eeuw)
- André Pakosie (geschiedenis, fytotherapie, marronculturen, Ndyuka)
- Arthur Philip Penard (culturele antropologie, Inheemsen)
- Frederik Paul Penard (culturele antropologie, Inheemsen)
- Ineke Phaf (letterkunde)
- Thomas Polimé (culturele antropologie, marrons)
- Hugo Pos (letterkunde)
- Richard Price (culturele antropologie, marronculturen)
- Sally Price (culturele antropologie, marronculturen)

## R
- Hans Ramsoedh (moderne politieke geschiedenis)
- Roline Redmond (culturele antropologie)
- Herman C. van Renselaar (culturele antropologie, Creolen)
- Peter Rivière (culturele antropologie, Inheemsen)
- Irene Rolfes (bibliografie)
- Jos de Roo (letterkunde)
- Wim Rutgers (letterkunde)

## S
- Albert Sabajo (taal, muziek, Arowakken)
- H.A. Samson (geschiedenis, folklore)
- Philip A. Samson (geschiedenis, folklore)
- Johan Sarmo (taal- en letterkunde, Javanen)
- Marten Schalkwijk (politicologie)
- J. Schoffelmeer (theologie, winti)
- Ben Scholtens (geschiedenis)
- John Schuster (demografie 20e eeuw)
- Jules Sedney (politicologie, geschiedenis 20e eeuw)
- Betty Sedoc-Dahlberg (sociologie, studenten)
- Angelie Sens (letterkunde, slavernij)
- Robert David Simons (folklore, geschiedenis, taalkunde)
- Jozef Siwpersad (geschiedenis, slavernij)
- Stephen Snelders (medische geschiedenis)
- Johannes François Snelleman (folklore)
- Ronald Snijders (musicologie, taalkunde (Surinaams-Nederlands))
- Jan Soebhag (Hindoestanen)
- Johan Dirk Speckmann (niet-westerse sociologie, Hindoestanen)
- Gerard Johan Staal (geschiedenis)
- F. Staehelin (geschiedenis, Creolen)
- Gerold Stahel (geografie)
- Henri Stephen (winti)
- Miriam Sterman (culturele antropologie, marronvolkeren)
- Alex van Stipriaan (geschiedenis, Creolen)

## T
- Jouke Tacoma (culturele antropologie, Inheemsen)
- Marten Douwes Teenstra (geschiedenis)
- Coenraad Liebrecht Temminck Groll (architectuur)
- Marjo de Theije (antropologie, goudzoekers)
- Bonno Thoden van Velzen (antropologie, marronculturen)

## V
- Tijno Venema (sociologie, 20e eeuw)
- Joop Vernooij (theologie, geschiedenis)
- Aad Versteeg (archeologie)
- Maria Vlier (geschiedenis, onderwijs)
- Jan Voorhoeve (taal- en letterkunde, Sranan)
- Ellen de Vries (politieke geschiedenis, cultuurgeschiedenis, media)
- Jean-Jacques Vrij (geschiedenis, slavernij)
- Hein Vruggink (taal- en letterkunde, Javanen)

## W
- Annemarie de Waal-Malefijt (culturele antropologie, Hindoestanen)
- Eugenius Theodorus Waaldijk (geschiedenis, slavernij)
- Johan van de Walle (geschiedenis)
- Gloria Wekker (genderstudies)
- Herman Christiaan Wekker (taalkunde, creooltalen)
- Just Wekker (landmeetkunde, demografie, Inheemsen)
- Freek van Wel (letterkunde)
- Marga Werkhoven (biologie, flora)
- Siegfried Werners (politieke geschiedenis, 20e eeuw)
- Ineke van Wetering (culturele antropologie, marronculturen)
- Julien Wolbers (geschiedenis)
- Sigi Wolf (theologie)
- Ton Wolf (taalbeheersing, letterkunde)
- Heinrich Rudolf Wullschlägel (taalkunde, Sranan)

## Z
- Hesdie Stuart Zamuel (theologie)
- Karel Zeefuik (theologie)
- Henny de Ziel (taalkunde, Sranan)
- Govert Zijlmans (geschiedenis)